# Gussinoosjorsk
Gussinoosjorsk (russisch Гусиноозёрск, burjatisch Галуута нуур хото Galuuta nuur choto) ist eine Stadt in der Republik Burjatien (Russland) mit 24.582 Einwohnern (Stand 14. Oktober 2010).

## Geographie
Die Stadt liegt in Transbaikalien, etwa 110 km südwestlich der Republikhauptstadt Ulan-Ude, am Nordostende des Gussinojesees in der breiten, von der Selenga durchflossenen Niederung zwischen den Ausläufern des Chamar-Daban im Westen und des Selengagebirges im Osten.
Die Stadt Gussinoosjorsk ist Verwaltungszentrum des Selenga-Rajons (Selenginski rajon).
Gussinoosjorsk liegt an der Straße A165 Ulan-Ude–mongolische-Grenze und fünf Kilometer von der Station Sagustai der Transmongolischen Eisenbahn Ulan-Ude–Nauschki–Ulaanbaatar entfernt.

## Geschichte
Gussinoosjorsk entstand 1939 als Siedlung Schachty im Rahmen der Erschließung hier entdeckter Braunkohlenlagerstätten und erhielt 1953 unter dem heutigen Namen Stadtrecht. Die Benennung erfolgte nach dem See, russisch für Gänsesee.

### Bevölkerungsentwicklung
| Jahr | Einwohner |
| ---- | --------- |
| 1959 | 11.598    |
| 1970 | 13.807    |
| 1979 | 22.320    |
| 1989 | 29.790    |
| 2002 | 26.502    |
| 2010 | 24.582    |

Anmerkung: Volkszählungsdaten

## Kultur und Sehenswürdigkeiten

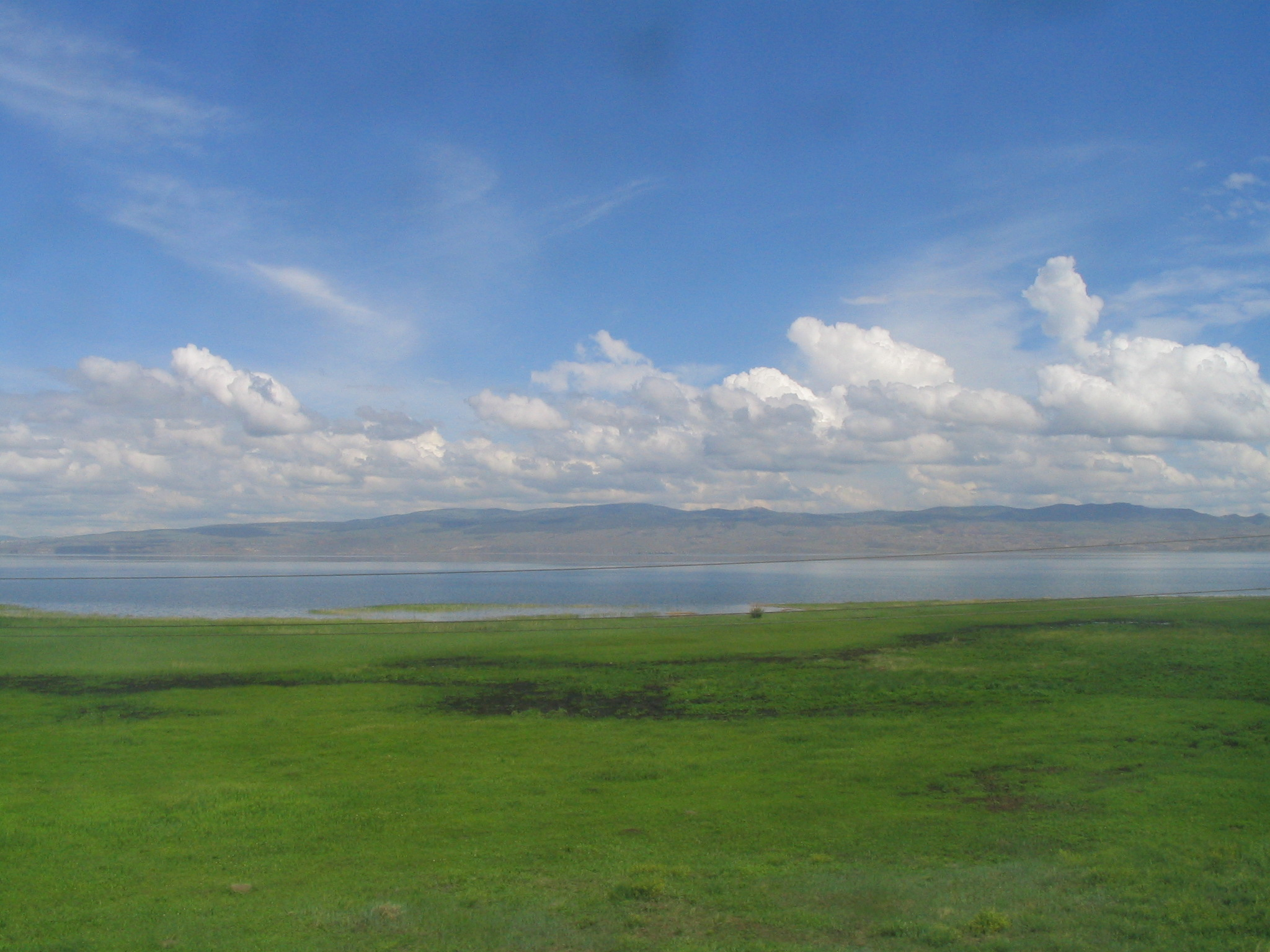
Der Gussinojesee südlich der Stadt

Am gegenüberliegenden, südwestlichen Ende des Sees existiert etwa 30 Kilometer von Gussinoosjorsk entfernt bei der heutigen Siedlung Gussinoje Osero seit 1741 ein buddhistisches Kloster, der Tamtschinski-Dazan.
Im Dorf Nowoselenginsk, etwa 25 Kilometer südöstlich, gibt es ein ursprünglich bereits 1845 gegründetes Museum für die hierher verbannten und teilweise im Ort begrabenen Dekabristen.

## Wirtschaft
Hauptwirtschaftszweig der Stadt ist die Braunkohlenförderung, die während der Wirtschaftskrise der 1990er Jahre zeitweise zum Erliegen kam, im Cholboldschin-Tagebau (Холбольджинский/ Cholboldschinski) am Ostufer des Gussinojesees und die darauf basierende Energiewirtschaft mit dem von der OGK-3 betriebenen Gussinoosjorsker Wärmekraftwerk (Гусиноозёрская ГРЭС/ Gussinoosjorskaja GRES). Daneben gibt es Betriebe der Leicht- und Lebensmittelindustrie sowie der Bauwirtschaft.